# Ansamblul curții boierilor Jieni
Ansamblul curții boierilor Jieni este un ansamblu de monumente istorice aflat pe teritoriul satului Preajba; comuna Malu Mare. În Repertoriul Arheologic Național, monumentul apare cu codul 73095.01.

Ansamblul este format din următoarele monumente:
- Conacul lui Stan Jianu (cod LMI DJ-II-m-A-08348.01)
- Biserica „Sf. Ștefan și Sf. Gheorghe” (cod LMI DJ-II-m-A-08348.02)